# Järnvägslinjen Tumleberg–Håkantorp
Järnvägslinjen Tumleberg–Håkantorp var Västergötland–Göteborgs Järnvägars första sidolinje med spårvidden 891 mm. Linjen byggdes i samtidigt med VGJ's huvudlinje Göteborg–Gårdsjö. Linjen invigdes den 1 januari 1900. Den sista trafiken på linjen upphörde den 1 september 1953.

## Historik
Det nybildade Västergötland - Göteborgs järnvägsaktiebolag (VGJ) kontrakterade ingenjörerna Andreas Lagergren och O J M Malmstedt som entreprenörer för byggnationen av huvudlinjen Göteborg-Skara och sidolinjen Tumleberg–Håkantorp den 10 september 1897. Markarbetena hade startat redan i augusti 1897. Med UWHJ förhandlade man fram avtal om VGJs anslutning till deras station i Håkantorp, detta gav anslutningar till den normalspåriga Älvsborgsbanan och den smalspåriga linjen Lidköping–Håkantorp. Entreprenörernas dåliga ekonomi riskerade att stoppa arbetena på linjen varvid VGJ under 1898 beslutade att lösa ut dessa och fortsätta arbetet i egen regi. Under ledning av VGJs verkställande direktör John Nyström drevs arbetet vidare i högt tempo och i slutet av 1899 var banan klar. Den 1 januari 1900 kunde den 11,7 kilometer långa linjen invigas för trafik.

## Sträckningen
Linjen utgick från Tumlebergs station på huvudlinjen Göteborg–Gårdsjö och gick norrut till Arentorps station. Vidare förbi det skogiga Kedumsberget och fram till Helås station. Över den öppna Västgötaslätten fram till Håkantorps station där linjen förenade sig med den normalspåriga Älvsborgsbanan och den smalspåriga järnvägslinjen Lidköping–Håkantorp. Linjen låg i hela sin längd inom Vara kommun.

## Nedläggning
Linjen lades ner den 1 september 1953 samtidigt som den normalspåriga Kinnekullebanan öppnade för trafik mellan Lidköpings station och Håkantorps station.